# Trusted Computing Group
El Trusted Computing Group, también conocido por sus siglas TCG, es el consorcio de más de 200 empresas de la industria de Tecnologías de la información y la comunicación (Ej. IBM. HP, AMD, Microsoft, Juniper, Intel, Lenovo, Fujitsu, Cisco), que desarrollan, definen y promueven un conjunto de especificaciones abiertas de hardware para tener lo que ellos han llamado Computación confiable.
Fue creado en 2003 como sucesor del Trusted Computing Platform Alliance (de siglas TCPA) que previamente se había creado en 1999.